# Moestafa El Kabir
Moestafa El Kabir, född 5 oktober 1988 i Targuist, är en marockansk före detta fotbollsspelare som avslutade sitt spel i Hammarby TFF år 2021. Även hans yngre bror, Othman, är fotbollsspelare.

## Biografi
Sommaren 2011 lämnade Moestafa El Kabir Mjällby AIF och skrev kontrakt med den italienska Serie A-klubben Cagliari. El Kabir gjorde Serie A-debut för Cagliari när han byttes in i den 87:e minuten i bortamatchen mot Roma. Sju minuter senare satte den tidigare Mjällbyspelaren matchavgörande 2-0.
Den 26 november 2012 skrev han på ett treårskontrakt med den allsvenska klubben BK Häcken.
I januari 2017 värvades El Kabir av turkiska Antalyaspor, där han skrev på ett 2,5-årskontrakt.
I mars 2019 skrev El Kabir på ett halvårskontrakt med Kalmar FF. Den 6 juli 2019 skrev han på för turkiska Çaykur Rizespor.
Den 23 september 2020 skrev El Kabir på ett kontrakt med Örgryte IS som gäller säsongen ut. Den 20 januari 2021 värvades han av turkiska BB Erzurumspor.
Den 2 augusti 2021 blev han klar för Hammarby TFF i Division 1.